# Active Power
Die Active Power, Inc. ist ein US-amerikanischer Hersteller von Lösungen für die Unterbrechungsfreie Stromversorgung (USV), die die Stromversorgung von kritischen elektrischen Verbrauchern bei Störungen im Stromnetz sicherstellen.
Das Unternehmen wurde 1992 unter dem Namen „Magnetic Bearing Technologies, Inc.“ gegründet und 1996 in „Active Power, Inc.“ umbenannt. Der Hauptsitz von Active Power befindet sich in Austin (Texas), weitere Standorte hat das Unternehmen in Japan, China, Großbritannien, Italien und seit 2007 in Osterode am Harz in Deutschland. Seit 2000 ist das Unternehmen an der Börse NASDAQ (Symbol: ACPW) gelistet. 2016 übernahm das zur Langley Holdings gehörende Unternehmen Piller Active Power Inc. vollständig.
Mit der Umbenennung im Jahr 1996 stieg Active Power in die Entwicklung von Energiespeichern und Stromversorgungslösungen ein. In den USV-Anlagen werden anstelle von elektrochemischen Akkumulatoren Schwungräder als Energiespeicher eingesetzt, bei denen die Schwungmasse nahezu ohne Reibungsverlust in einem Vakuum rotiert.

## Produkte

### CleanSource UPS
Die dreiphasigen USV-Anlagen sind als Einzelsysteme in den Leistungsgrößen 120 kVA, 150 kVA und 250 kVA erhältlich; die Multimodul-Systeme der Serie iZ mit 250 kVA, 500 kVA, 750 kVA und 1000 kVA können für Multimegawatt-Lösungen für Kapazität oder Redundanz parallel geschaltet werden; die Serie iC liefert Leistungsgrößen bis zu 1500 kVA.

### PowerHouse
Das transportable Stromsystem enthält in einem Standard-ISO-Container alle für die unterbrechungsfreie Stromversorgung erforderlichen Komponenten: Clean-Source UPS, Generator, Schaltanlage, Überwachungs- und Steuerungssoftware, das Generator-Startmodul GenSTART und bei Bedarf Kühlung. Die Lösung ist in acht Standard-Konfigurationen von 200 bis 800 kW erhältlich und lässt sich an spezifische Kundenanforderungen anpassen. Das System kann an beliebigen Orten aufgestellt werden und wird als Komplettlösung getestet und schlüsselfertig am Standort angeliefert.

### GenSTART
Das Generator-Startmodul versorgt anstelle von oder zusätzlich zu Batterien den Startmotor einer Generatorsatzmaschine zuverlässig mit Strom.

## Auszeichnungen
2011: CleanSource UPS, Eco – Verband der deutschen Internetwirtschaft, „eco Award“ in der Kategorie „Infrastruktur“
2009: PowerHouse, SearchDataCenter.com, „Data Center Product of the Year“
2008: PowerHouse, European Green IT Summit, European Green IT Awards, Finalist in der Kategorie „New Green IT Product“
2007: CleanSource UPS, Frost & Sullivan, “Best New Technology of the Year”
2007: CleanSource UPS, Data Centres Europe, “Most Innovative New Product Award”